# Shanta Ghoshová
Shanta Ghoshová (Shanta Ghosh-Broderius)  (* 3. ledna 1975 Neunkirchen, Sársko) je bývalá německá atletka, sprinterka.
V roce 1997 vybojovala na prvním ročníku Mistrovství Evropy do 23 let ve finském Turku jednu zlatou (4×100 m) a dvě stříbrné medaile (200 m, 4×400 m). V témže roce se zúčastnila světového šampionátu v Athénách, kde postoupila do čtvrtfinále běhu na 200 metrů. V roce 2000 reprezentovala na Letních olympijských hrách v Sydney. Ve štafetovém běhu na 4×400 m Němky do finále nepostoupily. O rok později byla na halovém MS v Lisabonu finišmankou štafety a dovedla Němky k bronzovým medailím. Na MS v atletice 2001 v Edmontonu vybojovala stříbrnou medaili ve štafetě na 4×400 metrů. Na stříbru se dále podílely Florence Ekpová-Umohová, Claudia Marxová a Grit Breuerová, jež byla ve finále finišmankou.
Atletickou kariéru ukončila v roce 2005.